# Saint-Pierre (Amiens)
Pour les articles homonymes, voir Saint-Pierre.
Saint-Pierre est un quartier populaire d'Amiens, situé au nord-est de la ville, à la limite de la commune de Rivery.

## Histoire du quartier
Le faubourg Saint-Pierre a pris naissance hors des remparts moyenâgeux de la ville au nord-est dont l'accès se faisait la porte Saint-Pierre. Le quartier a pris son essor au XIXe siècle avec la percée d'un axe nord-sud, le boulevard de Beauvillé qui relie la route d'Albert à la gare du Nord et au reste la ville. À la fin du XIXe siècle, fut édifié le long de ce boulevard l'hospice Saint-Victor, grâce au legs de Victor Cauvel de Beauvillé. Ce vaste édifice de brique accueille aujourd'hui un EHPAD.
Au cours de la Seconde Guerre mondiale, le 18 février 1944, la prison d'Amiens, située dans le quartier Saint-Pierre, subit un raid de la Royal Air Force, l'« Opération Jéricho » afin de libérer des résistants et agents secrets qui y étaient détenus.

## Morphologie du quartier
Le quartier est limité au sud par la Somme à lest par la commune de Rivery. Au nord, la route de Doullens et la rue Lucien Lecointe en marquent les contours. 
La chaussée Saint-Pierre constitue le cœur du quartier avec ses commerces de proximité, l'église Saint-Pierre, les écoles maternelle et primaires. Le quartier se prolonge avenue de la Défense Passive où se situent la prison d'Amiens et le cimetière Saint-Pierre qui rassemble en plus du cimetière communal, une nécropole nationale et un cimetière militaire britannique de la Première Guerre mondiale
L'habitat est majoritairement constitué de maisons individuelles en brique de type « amiénoise » avec des immeubles d'habitat collectif de taille moyenne notamment à l'est du boulevard de Beauvillé.  
Une des caractéristiques majeure du quartier se situe au sud avec la présence de deux étangs, l'étang de Saint-Pierre et l'étang de Rivery en bordure des Hortillonnages. A la fin du XXe siècle, les abords de l'étang de Saint-Pierre ont été aménagés en parc urbain de 19 ha.